# Роско Локвуд
Роско Локвуд (англ. Roscoe Lockwood, 22 листопада 1875 — 24 листопада 1960) — американський академічний веслувальник.
Олімпійський чемпіон 1900 року в складі вісімки.